# Domenico Ghirlandaio

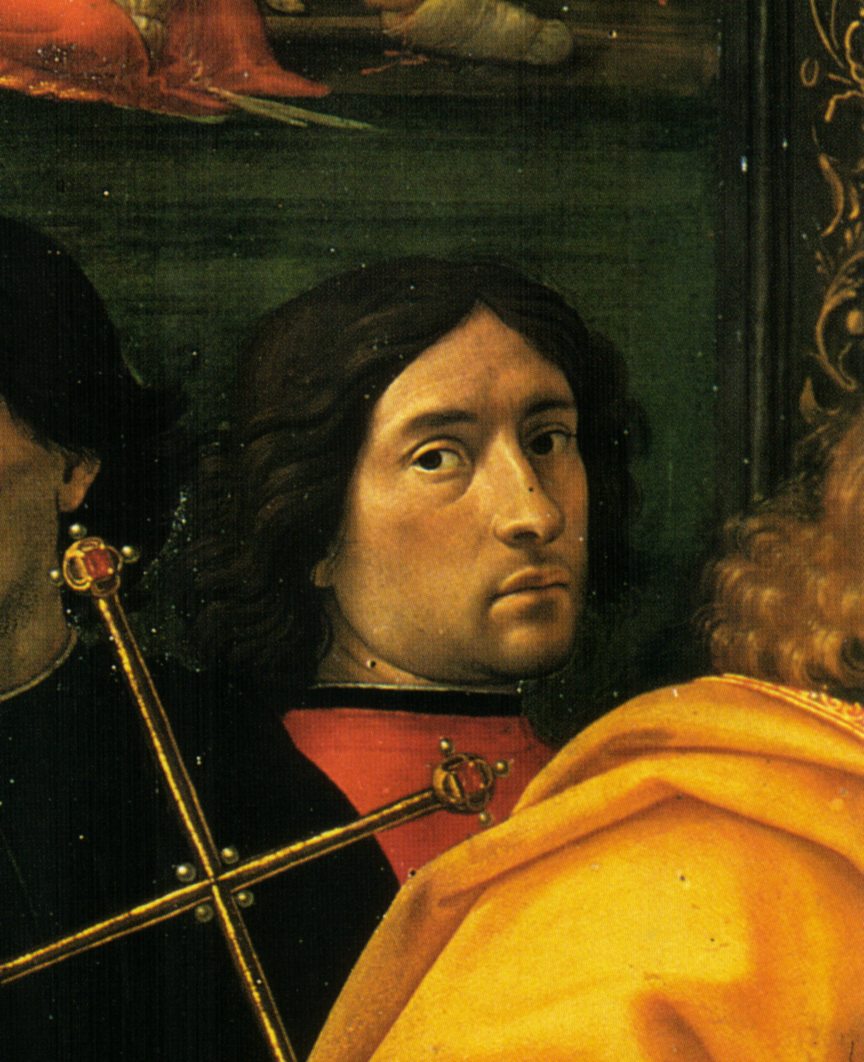
Autoportrét Domenika Ghirlandaia na Klanění tří králů z roku 1488 v Ospedale degli Innocenti

Domenico Ghirlandaio (1449, Florencie – 11. ledna 1494, Florencie) byl renesanční malíř, řazený k třetí generaci florentské školy. Jedním z jeho žáků byl Michelangelo Buonarroti.

## Život
Původním jménem Domenci di Tommaso Bigordi del Ghirladaio, příjmení Ghirladaio dostal podle ozdob do vlasů florentských dívek, jimž se říkalo girlandy, a které on jako první vyráběl. První umělecké školení dostal ve zlatnické dílně Alessia Baldovinettiho (1425–1499), kterého Domenico zvěčnil na jedné fresek v kostele Santa Maria Novella. Malbě se patrně učil na freskách od Masaccia v Kapli Brancacciů. Jeho stálými spolupracovníky byli jeho dva mladší bratři, Benedetto (1458–1497) a Davide (1452–1525); ten měl na starosti zejména vedení rodinné dílny, do níž roku 1488 nastoupil tehdy třináctiletý Michelangelo, jenž ji před ukončením své učební smlouvy po třech letech opustil, aby se dále mohl důkladněji cvičit v sochařství.
Své první práce provedl Ghirlandaio v kapli Vespuccio v kostele Ognissanti ve Florencii (1473), kde zhotovil fresky Oplakávání Krista a Panna Marie Milosrdná, téhož roku ještě fresku se sv. Jeronýmem a později v roce 1480 fresku Poslední večeře Páně. Touto zakázkou se Ghirlandaio proslavil a následovaly další nabídky na výmalbu kostelů Santa Croce (příběh sv. Paulina), Santa Trinita (kaple Sassetti, výjevy sv. Františka z Assisi, 1483–1485), špitál Neviňátek (deskový obraz Klanění tří králů, 1488). Roku 1481 byl povolán Sixtem IV. do Říma, aby společně s malíři Cosimem Rossellim, Sandrem Botticellim a Pietrem Peruginem vymaloval Sixtinskou kapli. Podle smlouvy Ghirlandaio provedl fresku Povolání apoštolů a fresku Zmrtvýchvstání, která se bohužel nedochovala. Jeho vrcholným dílem jsou fresky líčící Život Panny Marie a sv. Jana Křtitele v kostele Santa Maria della Novella ve Florencii (1485–1490). Ghirlandaio byl generačním druhem Sandra Botticelliho. Stejně jako Boticelli se stal významným umělcem, což mu zajistilo přátelství a ochranu příslušníků nejvýznamnějších florentských rodin. Roku 1491 zasedali v porotě, která měla hodnotit projekty na výstavbu průčelí florentského dómu Santa Maria del Fiore. Na rozdíl od Boticelliho stál však Ghirlandaio více stranou společenského života ve Florencii. Zanechal nám především cenné fresky v kaplích florentských kostelů.
Mezi jeho žáky kromě Michelangela patřili např. Bastiono Mainardi, Francesco Granacci (1469–1543) a Jacopo zv. Indaco (1477–1534), jemuž Vasari ve své 3. části životopisů věnoval krátký medailonek. Ghirlandaio podlehl morové nákaze 11. ledna 1494. Řadu jeho nedokončených děl za něj domalovali jeho dva bratři a další členové dílny. Ghirlandaio byl dvakrát ženatý, měl tři syny a tři dcery. Jeho syn Ridolfo (1483–1561) byl rovněž malířem, známým zejména pro své fresky v kapli sv. Zenobia ve Florencii. Zabýval se také portrétní tvorbou a byl dobrým přítelem Rafaela. Mnoho dalších Ghirlandaiů se zabývalo uměním, nicméně rodina vymřela v 17. století poté, co její poslední členové vstoupili do kláštera a zemřeli bezdětní.
Ghirlandaiovi věnoval Vasari samostatný životopis v jeho díle Životopisy nejvýznačnějších malířů, sochařů a architektů (Díl I., Praha 1998). Jeho charakter Vasari popisuje v pozitivech, vyzdvihává jeho zálibu v práci a snahu každému vyhovět, pročež jeho dílna často přijímala i zakázky řemeslnického ražení.

## Dílo

### Forma díla
Ghirlandaio se svou zručností při práci s perspektivou dokázal přirozeně zasadit velké skupiny postav do prostoru, sakrální výjevy na jeho obrazech mají profánní ráz a vyvolávají pocit scény z vysoké společnosti plné figur v těch nejhonosnějších kostýmech. Byl vynikajícím portrétistou, do svých fresek vkládal podobizny významných osobností své doby. Tváře na jeho portrétech ukazují na silný vliv severského malířství, o čemž svědčí jeho sklon k přísnému pozorování detailů. Typickým příkladem je obraz Podobizna starce s vnukem (Louvre, Paříž), deformovaný nos starce je dokladem Ghirlandaiovy snahy o krajní realismus portrétního umění. Krajina za oknem je typicky italská a kontrast mezi výrazem starce a výrazem dítěte názorně vystihuje protiklad viděné zkušenosti a naivního idealismu. Ghirlandaio byl také mistrem šerosvitu, který rovněž dokázal používat lépe než jeho malířští kolegové. Nikdy nemaloval olejem, v čemž se lišil od svých současníků, kteří si tuto novou techniku brzy osvojili. Podle Vasariho byl Ghirlandaio jedním z prvních malířů, kteří přestali ve svých malbách používat zlacení.

### Fresky v apsidě v kostele Santa Maria Novella ve Florencii (1485–1490)

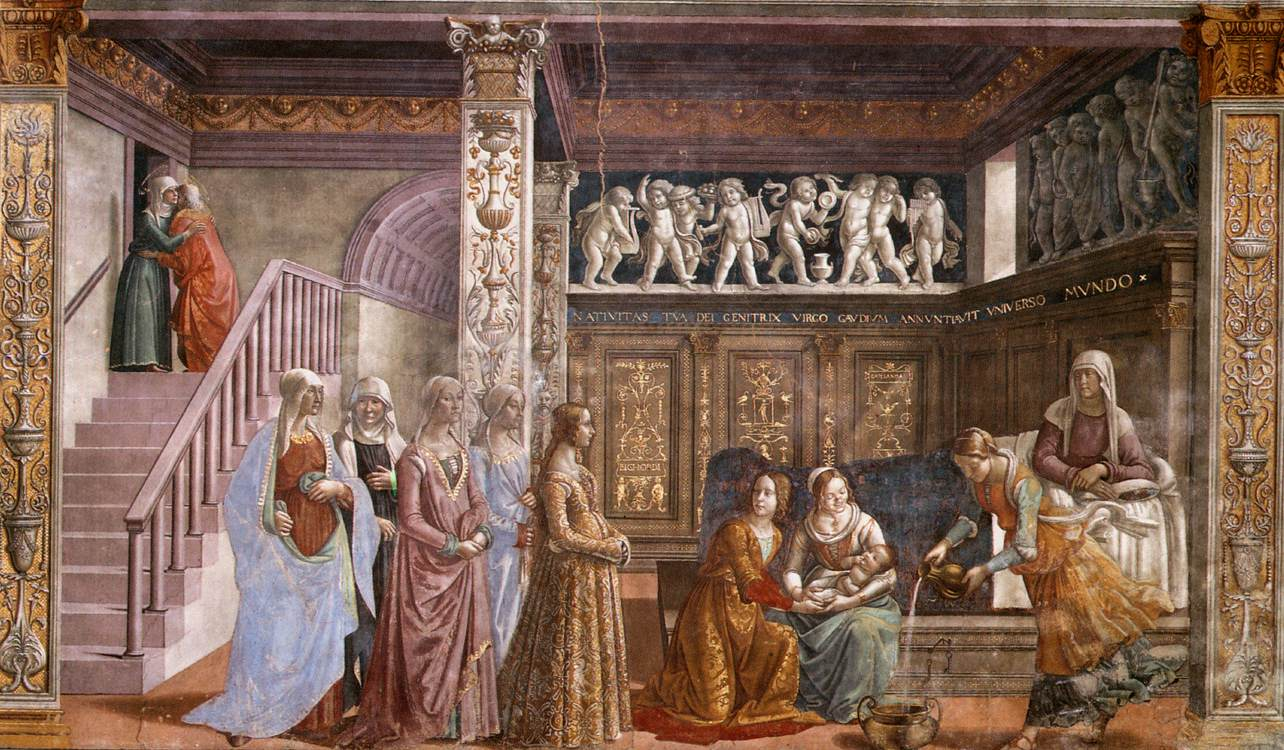
Narození Panny Marie v kostele Santa Maria Novella ve Florencii od Domenika Ghirlandaia

Původními patrony kaple byla rodina Ricciů, ale ti si nemohli dovolit nechat obnovit malbu na své náklady a zároveň nechtěli přenechat výmalbu někomu jinému, aby nepřišli o své patronské právo a erb. Iniciativy se chopil Giovanni Tornabuoni, který majitelům slíbil, že výlohy ponese sám, vzdá se práva na patronát a umístí jejich erb na nejviditelnější místo. Po této domluvě výzdobu zadal Ghirlandaiovi a jeho bratrovi Davidemu, měla nahradit vybledlou malbu od Andreii Orcagny ze 14. století. Na klenbě kaple jsou vyobrazeni čtyři evangelisté, na přední straně s oknem je zachyceno Korunování Panny Marie, dále výjevy ze života sv. Dominika a sv. Petra, odchod sv. Jana Křtitele na poušť a Zvěstování. Na pravé straně chóru je zobrazeno sedm scén ze života sv. Jana Křtitele: Anděl zjevující se Zachariášovi, Navštívení Panny Marie, Narození sv. Jana Křtitele, Pojmenování sv. Jana Křtitele Zachariášem, sv. Jan Křtitel káže zástupům, Křest Krista, Herodova hostina. Na levé straně jsou zachyceny scény ze života Panny Marie: Vyhnání sv. Jáchyma z chrámu, Narození Panny Marie, Návštěva chrámu, Svatba Panny Marie, Klanění tří králů, Vraždění neviňátek, poslední výjev pak zobrazuje dvě scény, a to Smrt Panny Marie a její Nanebevzetí. V malířském podání se i zde projevuje Ghirlandaiova schopnost přetvořit sakrální motiv v dokonalé panoráma vysoké společnosti tehdejší doby. Svaté osoby jsou oděny do přepychových, bohatě zdobených oděvů, situovány jsou do bohatě vyzdobených místností vybavených dobovým florentským nábytkem. Do mnohých výjevů jsou začleněny podobizny významných osobností a příslušníků rodiny Tornabuoni. V Navštívení Panny Marie lze rozpoznat Giovannu Albizzi, manželku Lorenza Tornabuoni, na dalším výjevu Narození Panny Marie je zachycena Lodovica Tornabuoni. Na rozsáhlém zobrazení Anděla zjevujícího se Zachariášovi lze spatřit významné osobnosti jako jsou např. Demetrios, Cristoforo Landino a Poliziano. Podle Vasariho se zadavatel zakázky Giovanni Tornabuoni nechal slyšet, že pakliže bude s výzdobou chóru spokojený, zaplatí Ghirlandaiovi 200 dukátů navíc, malíř ale po dokončení peníze odmítl s tím, že je mu cennější spokojenost objednavatele. Ghirlandaio také rozpracoval hlavní oltář (náčrty vznikly mezi lety 1490–91), který však v důsledku jeho smrti za něj dokončili jeho bratři. Původní oltář byl později rozebrán a zčásti bohužel zničen.

### Fresky v kapli Sassetti v kostele Santa Trinità (1483–1485)

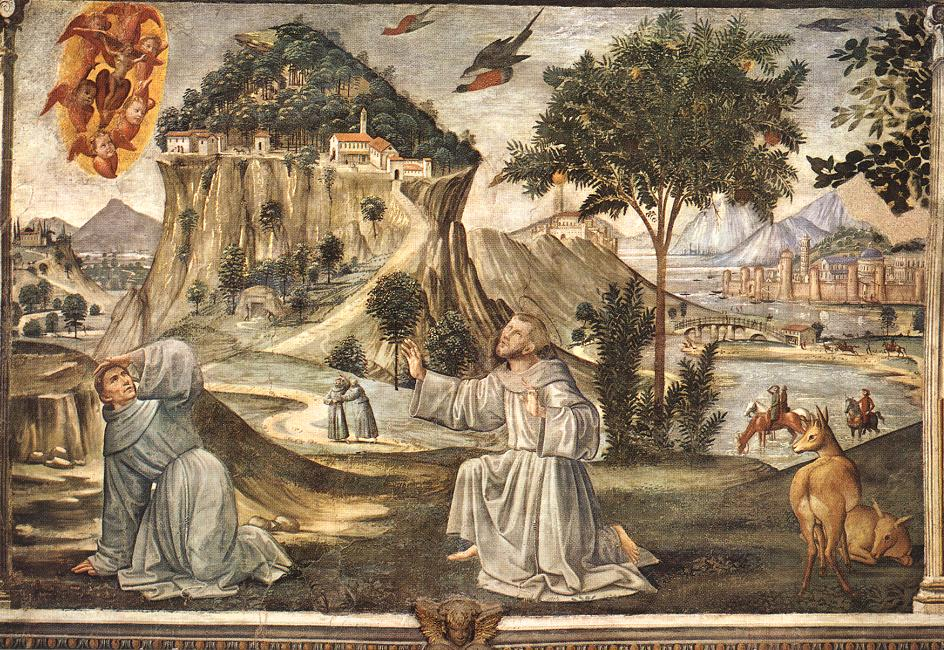
Cappella Sassetti Zázrak stigmat

Výzdobu zadal Francesco Sassetti. Na stěnách rodinné kaple Sassettiů jsou vyobrazeny výjevy ze života sv. Františka z Assisi, na kterých je opět řada kryptoportrétů v kompozicích s profánním nádechem. Na prvním výjevu Františka, jenž vzkřísil mrtvé dítě, je zachycen most u Santa Trinità a palác Spini, v řadách řeholníků jsou zachyceni florentští občané jako např. Maso degli Albizzi, Agnolo Accaiuoli a Palla Strozzi. Další výjev zobrazuje sv. Františka zříkajícího se svého dědictví, následuje scéna Sv. František zakládající řád františkánů, dále je zachycena Stigmatizace sv. Františka a poslední výjev líčí jeho smrt. Na klenbě kaple namaloval Ghirlandaio čtyři Sibyly a na vnější straně kaple vyzdobil čelní zeď nad obloukem výjevem líčícím, jak Sibyla Tiburtinská přiměla císaře Octaviana uctívat Krista. Celou výzdobu  doplnil ještě deskovým obrazem Narození Páně (1485, dnes ve sbírkách florentské Akademie), jenž dnes patří k jeho nejvýznamnějším dílům. V řadách pastevců v elegantních oděvech, jak bylo u jeho tvorby zvykem, je začleněna i jeho vlastní podobizna.
Jedním z nejvýznamnějších děl tohoto autora je freska Poslední večeře, kterou vyzdobil kolem roku 1480 refektář kláštera u kostela d'Ognissanti (Všech svatých) ve Florencii. K tomuto námětu ho údajně inspiroval Leonardo da Vinci, který dokončené dílo zhlédl před svým odchodem z Florencie. Po několika letech vytvořil i on fresku na námět poslední večeře Páně v klášteře u kostela Santa Maria delle Grazie v Miláně. Ghirlandaiův obraz vyniká svěžími barvami a zajímavým pozadím. Podobnou fresku vytvořil také ve florentském klášteře San Marco.